# Уповноважений Президента України з питань реабілітації учасників бойових дій
Уповноважений Президента України з питань реабілітації учасників бойових дій — офіційно вповноважений Президентом України державний службовець, який здійснює державні повноваження щодо забезпечення конституційних прав учасників бойових дій.

## Історія
Посада «Уповноважений Президента України з питань реабілітації учасників бойових дій» була запроваджена указом Президента України Петром Порошенком 22 листопада 2018 року.

## Законодавчі повноваження
Повноваження Уповноваженого визначаються Положенням «Про Уповноваженого Президента України з питань реабілітації учасників бойових дій», затвердженого Указом Президента України №-386/2018 від 22 листопада 2018 року

## Основні завдання
- 1) моніторинг ситуації щодо забезпечення реалізації права на реабілітацію учасників бойових дій, які брали участь в антитерористичній операції та заходах із забезпечення національної безпеки і оборони, відсічі і стримування збройної агресії Російської Федерації у Донецькій та Луганській областях, та внесення в установленому порядку Президентові України пропозицій щодо припинення порушень у цій сфері, удосконалення системи реабілітаційних заходів;
- 2) внесення Президентові України пропозицій щодо підготовки проєктів законів, актів Президента України з питань реабілітації учасників бойових дій, які брали участь в антитерористичній операції та заходах із забезпечення національної безпеки і оборони, відсічі і стримування збройної агресії Російської Федерації у Донецькій та Луганській областях;
- 3) участь у підготовці проєктів нормативно-правових актів з питань реабілітації учасників бойових дій, які брали участь в антитерористичній операції та заходах із забезпечення національної безпеки і оборони, відсічі і стримування збройної агресії Російської Федерації у Донецькій та Луганській областях;
- 4) участь у межах компетенції в експертизі законів, які надійшли на підпис главі держави, законопроєктів, які пропонуються для внесення Президентом України на розгляд Верховної Ради України у порядку законодавчої ініціативи, інших законопроєктів, що стосуються реабілітації учасників бойових дій, які брали участь в антитерористичній операції та заходах із забезпечення національної безпеки і оборони, відсічі і стримування збройної агресії Російської Федерації у Донецькій та Луганській областях;
- 5) здійснення заходів, спрямованих на забезпечення, відновлення порушеного права учасників бойових дій, які брали участь в антитерористичній операції та заходах із забезпечення національної безпеки і оборони, відсічі і стримування збройної агресії Російської федерації у Донецькій та Луганській областях, на реабілітацію, інформування громадськості про такі заходи та їх результати;
- 6) підготовка заходів за участю Президента України, у тому числі міжнародного характеру, з питань, що стосуються реабілітації учасників бойових дій, які брали участь в антитерористичній операції та заходах із забезпечення національної безпеки і оборони, відсічі і стримування збройної агресії Російської Федерації у Донецькій та Луганській областях;
- 7) здійснення заходів щодо налагодження взаємодії органів виконавчої влади та органів місцевого самоврядування з питань реабілітації учасників бойових дій, які брали участь в антитерористичній операції та заходах із забезпечення національної безпеки і оборони, відсічі і стримування збройної агресії Російської Федерації у Донецькій та Луганській областях.

## Права
Згідно Указу Президента, Уповноважений має право:
- 1) аналізувати стан справ і причини виникнення проблем щодо реабілітації учасників бойових дій, які брали участь в антитерористичній операції та заходах із забезпечення національної безпеки і оборони, відсічі і стримування збройної агресії Російської Федерації у Донецькій та Луганській областях, вносити центральним та місцевим органам виконавчої влади, іншим державним органам, органам місцевого самоврядування пропозиції щодо формування та реалізації державної політики у цій сфері;
- 2) запитувати і одержувати від структурних підрозділів Адміністрації Президента України, консультативних, дорадчих та інших допоміжних органів і служб, утворених Президентом України, Секретаріату Кабінету Міністрів України, центральних та місцевих органів виконавчої влади, інших державних органів, органів місцевого самоврядування необхідні інформацію, документи, матеріали;
- 3) брати участь у роботі консультативних, дорадчих та інших допоміжних органів і служб, утворених Президентом України, а також у проведенні круглих столів, нарад та інших заходів з питань, що належать до компетенції Уповноваженого;
- 4) відвідувати органи державної влади, органи місцевого самоврядування, заклади медичної, психологічної, соціальної реабілітації учасників бойових дій, які брали участь в антитерористичній операції та заходах із забезпечення національної безпеки і оборони, відсічі і стримування збройної агресії Російської Федерації у Донецькій та Луганській областях, та інші заклади, в яких надаються реабілітаційні послуги таким особам;
- 5) звертатися до органів виконавчої влади, органів місцевого самоврядування стосовно сприяння у вирішенні питань, що належать до компетенції Уповноваженого;
- 6) уживати відповідних заходів щодо налагодження зв'язків для взаємодії з громадськими об'єднаннями, у тому числі міжнародними, з питань реабілітації учасників бойових дій, які брали участь в антитерористичній операції та заходах із забезпечення національної безпеки і оборони, відсічі і стримування збройної агресії Російської Федерації у Донецькій та Луганській областях;
- 7) звертатися до державних органів щодо вжиття заходів реагування на факти порушень законодавства, що стосуються реабілітації учасників бойових дій, які брали участь в антитерористичній операції та заходах із забезпечення національної безпеки і оборони, відсічі і стримування збройної агресії Російської Федерації у Донецькій та Луганській областях;
- 8) брати в установленому порядку участь у засіданнях державних органів з питань, що належать до компетенції Уповноваженого;
- 9) сприяти впровадженню громадського контролю за додержанням права учасників бойових дій, які брали участь в антитерористичній операції та заходах із забезпечення національної безпеки і оборони, відсічі і стримування збройної агресії Російської Федерації у Донецькій та Луганській областях, на реабілітацію;
- 10) надавати консультації щодо реабілітації учасників бойових дій, які брали участь в антитерористичній операції та заходах із забезпечення національної безпеки і оборони, відсічі і стримування збройної агресії Російської Федерації у Донецькій та Луганській областях;
- 11) сприяти реалізації громадських програм і проєктів медичної, психологічної, соціальної реабілітації учасників бойових дій, які брали участь в антитерористичній операції та заходах із забезпечення національної безпеки і оборони, відсічі і стримування збройної агресії Російської Федерації у Донецькій та Луганській областях.

## Забезпечення діяльності
Забезпечення діяльності Уповноваженого покладено на Адміністрацію Президента України.

## Діючий Уповноважений
Першим на цю посаду був призначений Свириденко Вадим Васильович.
23 травня 2019 року перепризначений на займану посаду Президентом України Володимиром Зеленським.